# Sete-cascas
Sete-cascas, também conhecida como bordão-de-velho(Samanea tubulosa (Benth.) Barneby & J.W.Grimes), é uma árvore nativa da Região Norte do Brasil, ocorrendo naturalmente nos estados do Mato Grosso, Mato Grosso do Sul e Goiás. 

## Características gerais
Segundo Harri Lorenzi, A Samanea tubulosa possui altura entre 4–18 m, apresenta uma copa arredoeda. Tem seu tronco ereto e cilíndrico, revestido por casca grossa, fissurada e muito suberosa, de cerca de 25-45 cm de diâmetro na altura do peito. Folhas compostas bipinadas, com eixo comum (pecíolo + raque) tomentoso de 8-28 cm. Pinas opostas ou alternadas, em número de 1-14 pares, com eixo comum de 1-7 cm. Sua casca muito espessa; ritidoma cinzento a amarelento, suberoso, sulcado e friável: casca interna aquosa, formada por camadas concêntricas de tecido vermelho intercaladas com camadas de tecido alvacento. Madeira pesada: cerne marrom, frequentemente com listras amareladas.

### Ocorrência
Ocorre naturalmente na Argentina, Paraguai, Bolívia, Peru, Colômbia, Equador e Venezuela. No Brasil, está limitada aos estados da região Norte, e nos Estados da Região Centro-Oeste, tendo também alguns registros nos estados do Maranhão e Piauí. Seu habitat são as florestas estacionais caducifolias e subcaducifolias.

### Importância econômica
A Samanea tubulosa é empregada localmente para marcenaria, moirões e para lenha. A árvore é ornamental e muito cultivada na arborização. Além disso é forrageira para o gado, entretanto, alguns estudos apontam que a ingestão de seus frutos pode ter efeito abortivo para bovinos.